# Anastrabe

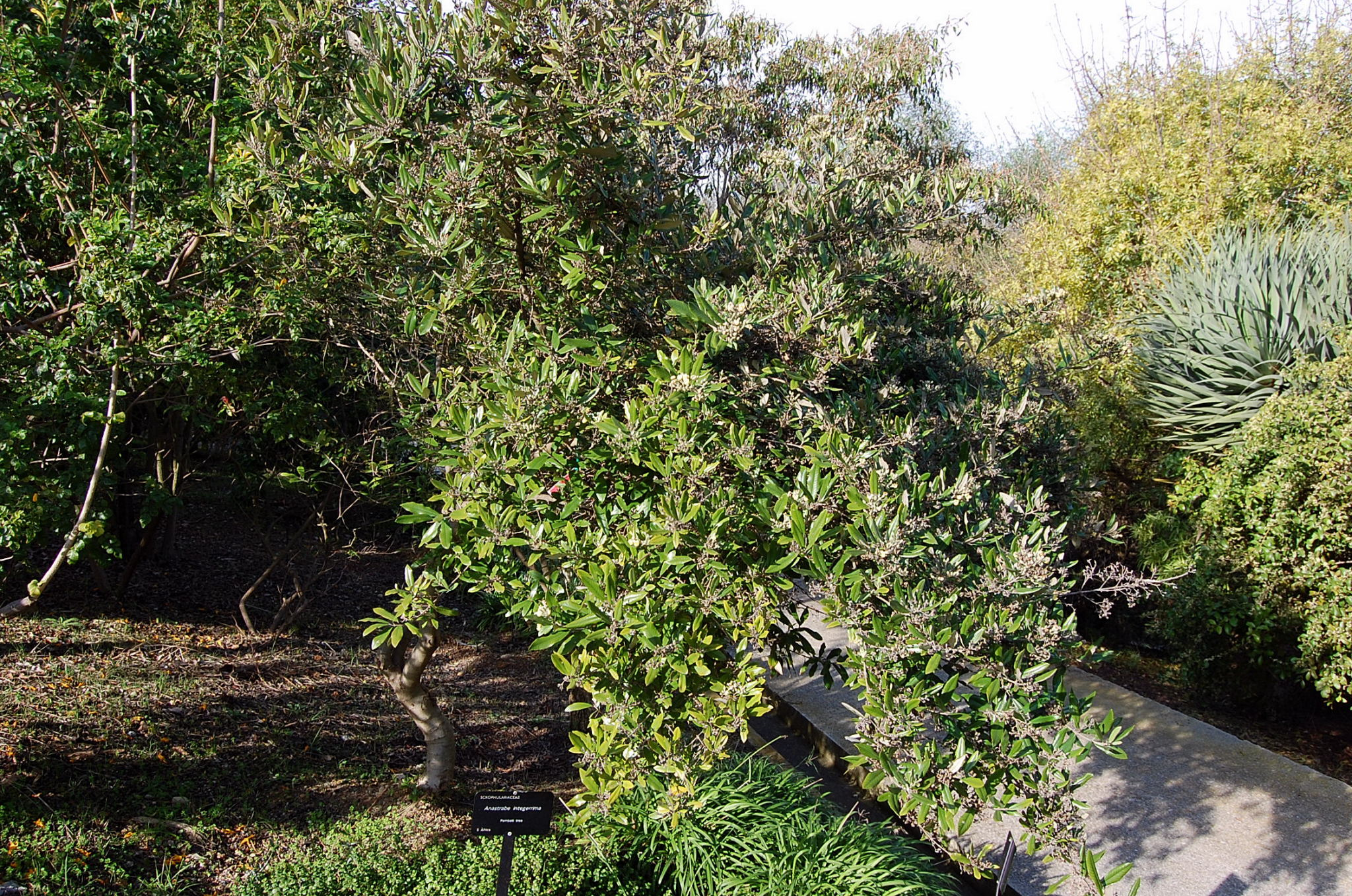
Vista general

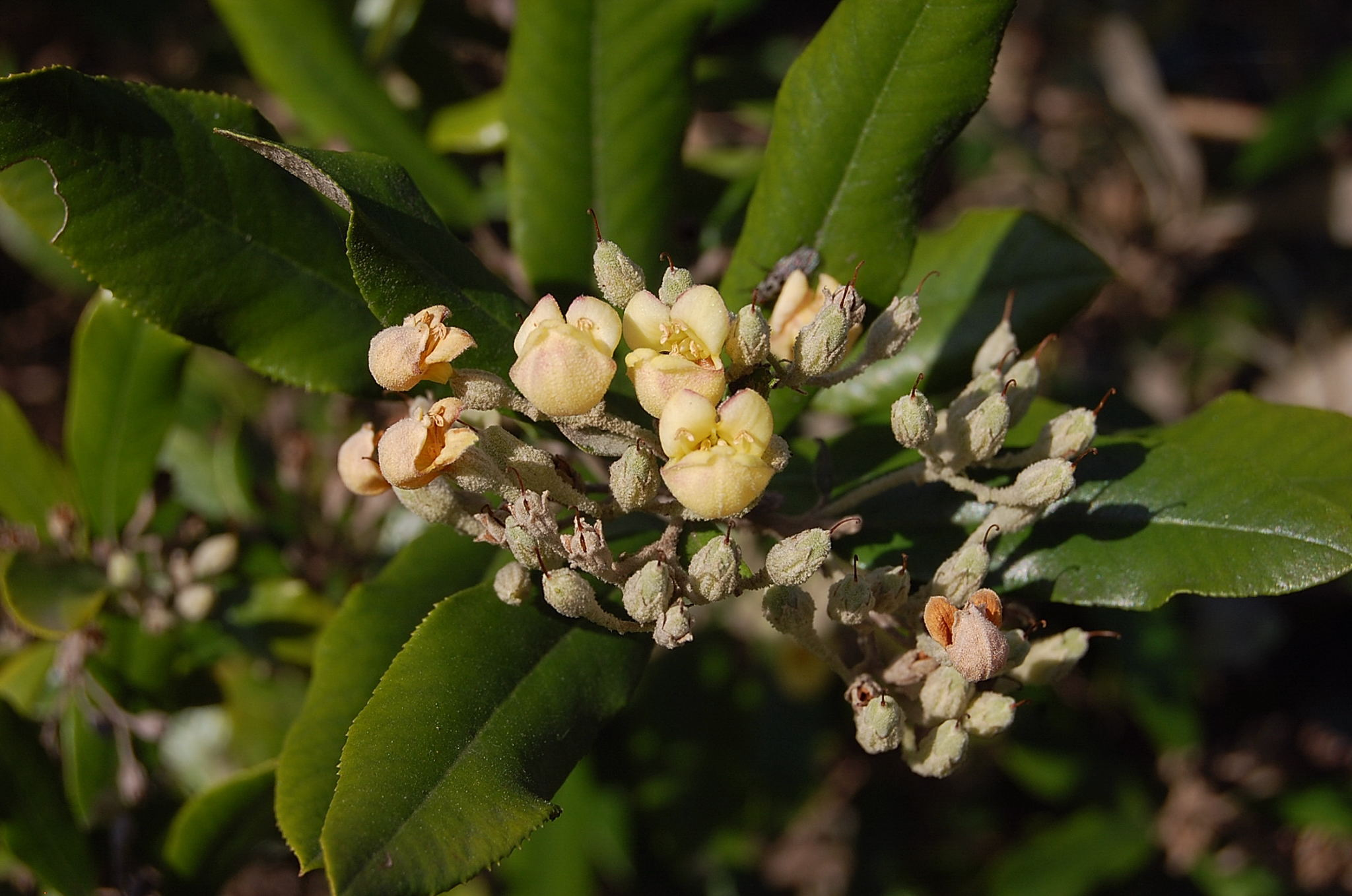
Flores

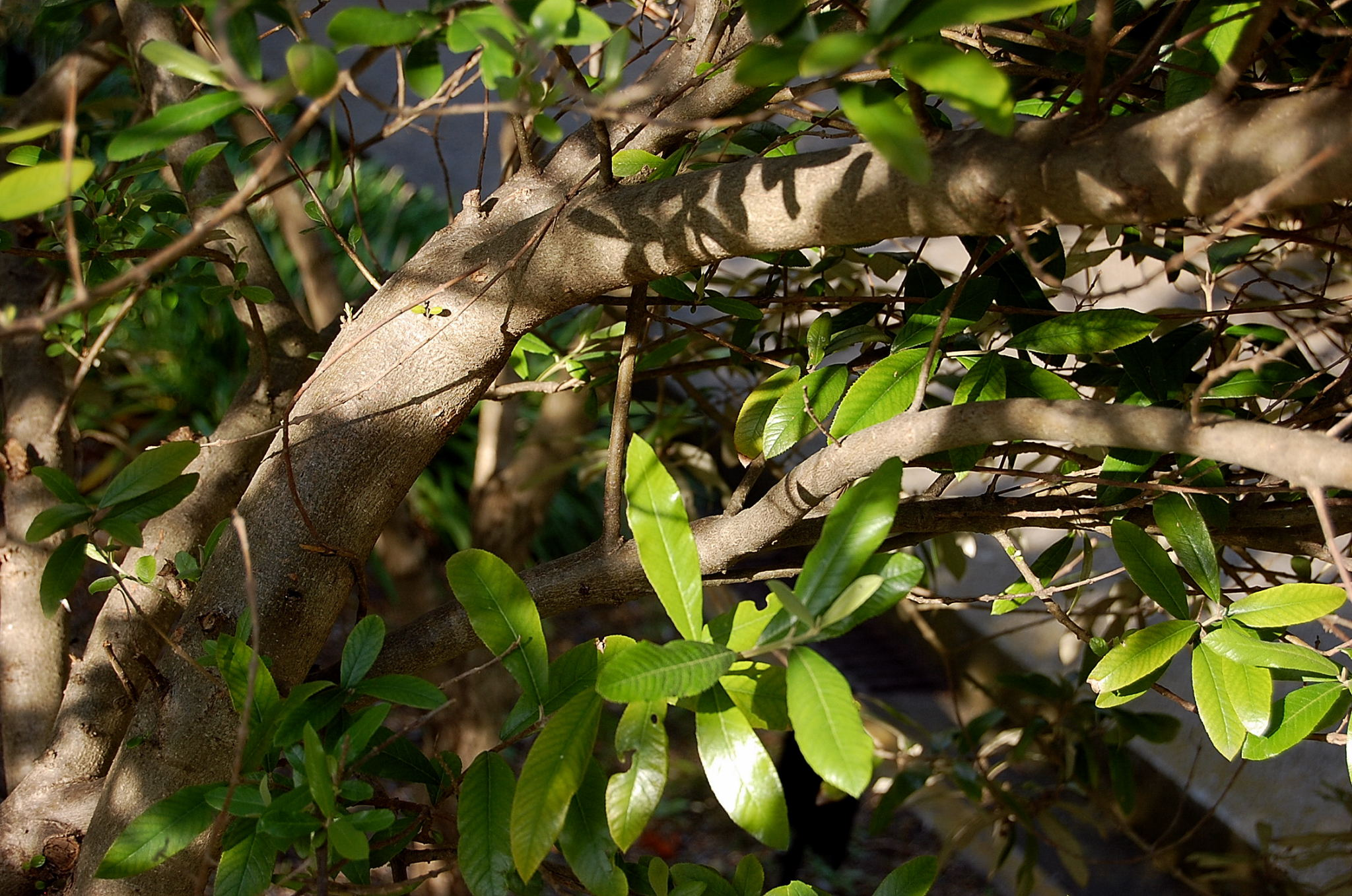
Tronco

Anastrabe es un género monotípico de plantas  pertenecientes a la familia Scrophulariaceae. Su única especie, Anastrabe integerrima, se encuentra en Mozambique y Sudáfrica.

## Descripción
Es un arbusto o árbol, con el hábito de Buddleia, con numerosas ramas, cilíndricas, las hojas verdes, opuestas , oval-oblongas, apiculadas o mucronudas, más o menos estrechas o casi redondeadas en la base, con una capa fina y secamente coriáceas, de color verde oscuro y brillante, más claro el haz. La inflorescencia en cimas de muchas flores, de alrededor de 1 cm de largo; con pedúnculos y pedicelos más bien delgados; brácteas pequeñas, con flores de color amarillo. El fruto es una cápsula.

## Taxonomía
Anastrabe integerrima fue descrita por  Ernst Heinrich Friedrich Meyer ex Benth. y publicado en Compan. Bot. Mag. 2: 54, en el año 1836.
Sinonimia
- Anastrabe serrulata E.Mey. ex Benth.[3]

## Usos
El árbol tiene una de las mejores maderas para la construcción  a la intemperie y es resistente a los ataques de las termitas mejor que cualquier otro tipo de madera.